# 民主集中制
民主集中制（みんしゅしゅうちゅうせい、英語: democratic centralism）、民主主義的中央集権制（みんしゅしゅぎてきちゅうおうしゅうけんせい）は、国家の統治形態及び政党の組織論。国家政体としては現存社会主義諸国家で採用されてきたが、その具体的な制度の詳細は国と時期とによって様々である。共産主義政党および現存社会主義諸国家において公式の組織原理とされた。

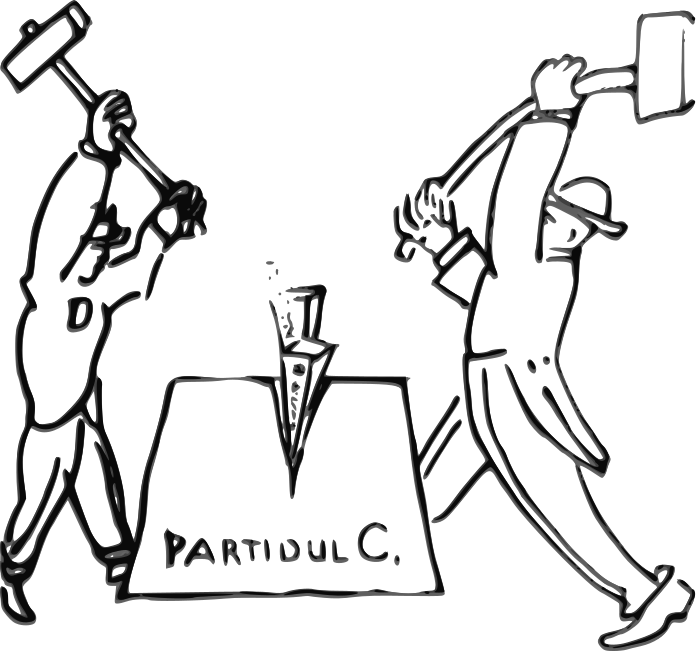
ルーマニア共産党の分派闘争を描いた戯画。強固なブロックとして表現されたルーマニア共産党（PCdR）に対して行動する派閥主義者をくさびとして描いている。くさびは「マルグレス」（サミュエル・マルグレスか）と、おそらく「ルキシミン」（マルセル・パウカー）を指す。（1931年12月作）。

自由分散主義と官僚主義的中央集権の双方と異なって、民主主義の理念と中央集権主義の原則とを統一したとする概念である。

## 定義

### 政党の組織論として
フランスの政治学者デュベルジェは『政党社会学』の中で、民主集中制はほとんどすべての政党においてみられる原則であるとしている。
民主集中制は党内民主主義と中央集権制とを統一した前衛党の組織原則である。すべての党員に選挙権・被選挙権・党の会議での発言権などの民主的権利を保障して民主的な党運営を図るとともに、少数は多数に、個人は組織に、下級は上級に従い、分派を認めず、政党として統一した実践を行うという組織の在り方であるとされる。民主集中制は党員と党組織の積極性を高め自覚的な規律を強めるとともに、党内の意見と経験を集約し、個人指導を排して集団指導を実現し、党の指導力を高める。
1917年、ロシア社会民主労働党は第6回党会議において、民主集中制を以下のように定義した。
1. 党は、互選による。
2. 全ての党組織は、その活動内容の一切を党に報告する義務を負う。
3. 少数派は、多数派および党規約に対し、厳格に隷従する義務を負う。
4. 党上部の決定は、全党員および下部組織に対し、絶対的かつ強制的な拘束力を持つ。

以上の規約は民主集中制の基本原理を表す党規約として採用され、そのままソビエト連邦共産党が継承した。その後も各現存社会主義諸国や各国共産党の公式的な組織原理として採用された。ウラジミール・レーニンは、「少数派の批判は完全に尊重される。……だが、それはあくまでも党の決定や行動を一切妨げない範囲であり、それ以外の批判は排除される」と記述し、表現の自由を尊重する民主的な制度だと主張した。
違法な政党である場合、民主主義という用語を用いて活動していても、少なくともその構成員にとっては危険なことがある。ロシア革命以前のボリシェヴィキ、戦前から現在に至る日本共産党、解放戦争時代のアルジェリア民族解放戦線などの関係者は、自らの集団がその事例に当たるものだと主張している。それらの構成員は、活動として一つの場所に集まる際、民主的に何かを討議して選挙で決めるという建前を謳っていても、殺人ほか凶悪犯罪を企む全体主義者として、警察に捕まってしまうという恐れが常にあったからである。
前衛党（共産党）が取るべき方針について、全党的な議論を経て多数決により決定された方針の正誤は、全党員による実践を通じて検証されるという考え方が組織の原則だと唱えられる。

### 国家の統治形態として
理論的には、主権者である人民の代表、もしくは議会から選ばれた指導部に国家権力を集中する制度である。国家の最高機関は議会であると位置づけられ、立法権のみならず行政権、司法権などの国家権力がこの議会に集中する。すべての権力が人民にあるとするならば、その意思を代表するのは人民によって選出される議会だからである。ソ連邦においては、最高会議に国家権力を集中させる形をとったが、中華人民共和国においては行政機関と裁判所は全国人民代表会議（全人代）に責任を負うものとされている。
しかし実際は、理論上に書いたものが本当にソ連邦と中国で実施されたかどうか異議が唱えられている。厳格な規律・上級機関に対する定期的報告の義務化・党内および国内の民主主義への制限・国民に対する閉鎖や弾圧などの印象が付けされた論争的な概念でもある。

## 歴史

### 前史
民主集中制という言葉こそ用いていないものの、民主集中制はマルクスが主張し、共産主義者同盟の規約にかかれ、運用されたとされる。マルクス・エンゲルスは組織論について次のように述べている。

プロレタリアートは強力な革命をぬきにしては、みずからの政治支配を、新しい社会への唯一の関門を、獲得することはできませんが、この点にかんして私どもの見解は一致しています。その決戦の日に、プロレタリアートが勝ちぬけるだけの十分な強さをもてるように――これは一八四七年以来マルクスも私も主張してきたことですが――プロレタリアートは、いっさいの他の諸政党とは一線を画した、それらに対立した特別の党、つまり、自覚した階級政党をつくる必要があります。
—エンゲルス 1889年12月18日付ゲルソン・トリエルへの手紙

労働者階級の解放をめざすいっさいの努力を力ずくでおしつぶし、暴力によって階級差別とそれに由来する有産階級の政治的支配とを維持しようとしているほしいままな反動に当面しているとき、
労働者階級が有産階級のこの集合権力に対抗して階級として階級として行動できるのは、有産階級によってつくられたすべての旧来の党から区別された、それに対立する政党に自分自身を組織する場合だけである。
労働者階級をこのような政党に組織することは、社会革命とその終局目標――階級の廃止――との勝利を確保するために不可欠であること、
労働者階級がその経済闘争によってすでになしとげた勢力の結合は、同時に、地主と資本家との政治権力にたいする彼らの闘争のためにもてことして役だたなければならないこと、
以上のことを考慮して
協議会は、
労働者階級の闘争の立場からすれば、その経済運動とその政治活動とは切りはなせないように結びついていることにインタナショナル会員の注意をうながすものである
—マルクス・エンゲルス 「労働者階級の政治活動についての決議」（1871年9月）

榊利夫によれば、カール・マルクスとフリードリヒ・エンゲルスらの共産主義者同盟の規約は、当時の条件の下で党内民主主義と中央集権制の両契機を統一したものだったという。また、ウラジーミル・レーニンはその初期の著作から、民主主義と中央集権制の両契機を党組織論のなかで強調しており、どちらかに一面化することはできないと指摘している。
ロシア社会民主労働党は1898年に第1回大会を開き創設されたが、成立した中央委員会は間もなく逮捕され、現実に統一的な党を作り上げることはできなかった。レーニンはそのような状況から、ロシアのような専制的抑圧・非合法の諸条件の下での党建設は、まず大会を開いて正式に中央委員会を作ることから始めるべきかに疑問を呈していた。「イスクラ」を通して党組織の実際的な統一をまず作り上げていくという党建設の方針と計画を、「なにからはじめるべきか?」と『なにをなすべきか?』で詳らかに明らかにした。レーニンは『なにをなすべきか？』の最初の章を「『批判の自由』とはなにか」と題して、ベルンシュタイン主義やミルラン主義などの「日和見主義者」が「批判の自由」を振りかざして各国の党内でマルクス主義とその革命的立場に「攻撃」を仕掛けていることについて徹底的な批判を行っている。1900年に「イスクラ」が創刊され、1903年にはロシア社会民主労働党第2回大会が開かれ、ここではじめて全国的な統一党を実現し、中央集権主義＝少数が多数に従うという規律と、全党は中央に従うという規律が始めて導入された。。しかし大会直後にメンシェビキが党の二つの中央機関（党中央委員会と党中央機関紙編集部）を独占する形となり、大会で多数派であったボリシェビキは新たに大会を開くことを要求し、メンシェビキはこれを拒否した。

、権力獲得のための闘争において、組織のほかにどんな武器ももたない。ブルジョア世界における無政府的競争の支配のために分離させられ、資本のための強制労働によっておしひしがれ、まったくの貧困と野蛮化と退化の「どん底」にたえず投げおとされているプロレタリアートは、マルクス主義の諸原則による彼らの思想的統合が、幾百万の勤労者を一つの労働者階級に融合させる組織の物質的統一でうちかためられることによってのみ、不敗の勢力となることができるし、またかならずなるであろう。この軍隊に面しては、ロシアの専制の老衰しきった権力も国際資本の老衰しつつある権力も、もちこたえることはできない
—レーニン『一歩前進、二歩後退』

このようにして党分裂が深まる中で、第一次ロシア革命のただなかの1905年にボリシェビキは第三回党大会を単独で開き、メンシェビキ側に統一する意思があれば党を統一することを決定していた。この大会では、ボリシェビキが独自の中央委員会と機関紙（「プロレタリー」）編集委員会を持つことを決め、単一中央制としての中央集権制が実現された。また、この大会ではメンシェビキとの統一の余地を残すために、規約上に少数派の権利の保障などを明記し、諸潮流・諸分派が共存する党としての「批判の自由と行動の統一」の党組織論を展開していた。その統一の方針が結実し、1906年に統一党大会である第4回党大会が開かれたのであった。

### 概念の誕生と全共産党の党組織の原則化
「民主主義的中央集権制」という言葉がレーニンの著述やボリシェビキの文書の中に出てくるのは、1905年以降のことである。「民主主義的中央集権制」の原則は、1906年4月に開かれたロシア社会民主労働党の合同大会で初めて党の組織原則として採択された。当時の西欧社会主義政党（ドイツ社会民主党など）は、おおむね民主主義を組織原理とし、ロシアの革命組織は専制下の非合法秘密結社として集権主義的特徴をもっており、この民主集中制採用はロシアの党組織における西欧風「民主主義」（指導部選挙制、党内公開討論など）導入を意味しており、1906年の両派合同大会で党規約にも明示され、ボリシェビキ派のレーニンはこの内容を「批判の自由と行動の統一」とまとめあげた。この際の合同はかなり形式的なものであって、政治理論上も組織上も、ボリシェビキとメンシェビキはそれぞれ別個でありながら一個の党を形作っていった。
これに先立つ1905年11月、メンシェヴィキの協議会が「党の組織について」という決議を採択した。「ロシア社会民主労働党は民主主義的中央集権制の原則にしたがって組織されなければならない」とした上で、その内容として、党の機関は選挙によって構成されること（選挙制）、更迭されうること（更迭制）、その活動を定期的（党大会）および随時（中央委員会総会）に報告しなければならないこと（報告義務制）などを挙げたものだった。1905年12月に開かれたボリシェヴィキの協議会で採択された決議「党の再組織について」もほぼ同じ内容の民主主義的中央集権制を「争いの余地なきもの」と認めた。統合大会はこれらの動きを受けて党規約を改正し、民主主義的中央集権制を採用した。
統合大会ではメンシェヴィキが多数派だったため、採択された決議もメンシェヴィキの主張に沿ったものが多かった。そのためボリシェヴィキは大会の決定を繰り返し批判した。メンシェヴィキが支配する党中央委員会は、その批判を規制するため、党の新聞雑誌や集会での批判は自由だが大衆的な政治集会で大会の決定に反する煽動や大会の決定に矛盾する行動の呼びかけを行ってはならない、という決議を採択した。レーニンは「批判の自由と行動の統一」という論文でこの決議を批判し、批判の自由は党の集会でも大衆集会でも完全に認められるべきだが行動の統一を破る呼びかけは党の集会でも大衆集会でも認められるべきではない、という見解を示した。ただし、この「批判の自由と行動の統一」論を、レーニンはボリシェビキとメンシェビキの統合に終止符を打ったプラハ協議会（後述）以後は用いていない。むしろ、プラハ協議会以後は統一戦線の問題としてこの論題が活用されるようになる。
この時期にレーニンは分派と党という問題を正面から論じており、党は諸分派、諸潮流の共同体であるが、ボリシェビキは共通の思想と革命的世界観で統一された結集体であるという見地を鮮明にしている。
ボリシェビキは第4回大会で少数派となったときには統一党の規律に服したが、メンシェビキが第5回大会（1907年）で少数派となったときに規律に服したかどうかは、ちょうど革命運動が弾圧により中断されたため、歴史上のあらわれていない。1910年1月の中央委員会総会では「分派解消」決議がなされ、ボルシェビキ・メンシェビキ双方に対して機関誌発行をやめ財産を引き渡すという決定がなされたところ、ボルシェビキは従ったもの、メンシェビキはこれに従わなかった。
ストルイピン反動下で、メンシェビキからは解党主義が生まれ、ボリシェビキ・メンシェビキとも多数の分派を生む中で、ボリシェビキが中心となって党再建が図られた。党中央委員会が皆逮捕され成り立たなくなった状況の下で1912年1月にプラハ協議会が大会に代わるものとして開催され、「解党派」との絶縁をはっきりさせて、ボリシェビキはメンシェビキとの統合を断念し訣別した。これにより、ボリシェビキは「日和見主義」的潮流と手を切り、「革命的マルクス主義」の理論に基づいた政治的・思想的統一を勝ち取った。ここにおいて、ロシア社会民主労働党はメンシェビキとボルシェビキの半統合型の党から党組織上の重要な発展を遂げた。不破哲三によれば、1912年のボリシェビキの独立は、第一次世界大戦を画期とする国際社会主義・共産主義運動の変容＝「日和見主義的」潮流と「革命的マルクス主義」潮流の分離という新しい党の形を先取りしたものであり、「日和見主義的」潮流を排して「革命的マルクス主義」を共通の思想的立場としている「新しい型の党」が生まれたのであり、それ以前以後では党内の意見の相違と言ってもその内容は全然違うものであると指摘している。1912年以後の党は、最初から「革命的マルクス主義」を共通の基盤として承認している党であるから、戦術その他の問題で意見が生まれても一法が分派を作って争う必要がない、分派の無い「新しい型の党」となり、党組織論上もこれ以降分派は有害なものとみなされていった。

### 革命後の変化とスターリンによる変質
第一次世界大戦と十月革命を挟んで、1918年の第7回党大会でボリシェビキは「ロシア社会民主労働党」から「ロシア共産党（ボリシェビキ）」に改称した。。この大会で、意見や決定を実践によって点検するという方法＝「実践による検証」という見地が導入された。ここにおいて、マルクス主義政党における「自由な討議による決定」「決定の実行」「実践による検証」という組織原則が確立された。しかし、第7回大会後も「左翼反対派」、「軍事反対派」、「民主主義的中央集権派」、「労働者反対派」などの分派活動は一掃されず、それはいわゆる「二部屋制度」（正規の会議のほかに、もう一つ部屋を取って分派会議を開いて、政策・人事問題を検討する）のように露骨なものであった。
なお、1918年4月の憲法小委員会によるソヴィエト・ロシア憲法の原案には、スターリンらの手によって国家制度として民主集中制が明記されていたが、これにはレーニンらが反対し、国家制度としての民主集中制の規定はいったんは削除されている。結果として1918年憲法には、党に関する規定は存在しなかった。
1919年の第8回党大会で採択された決議「組織問題について」は「上級のすべての決定は下級にとって絶対的に拘束的である〔…〕この時期に党で必要なのはまさしく軍事的規律である」とした。
1921年第10回大会で分派禁止の規定が設けられた。このことは、1910年の「分派廃止」決議とも異なるとともに、1912年のプラハ協議会での解党派＝メンシェビキとの絶縁後に生まれた分派活動との闘争を踏まえたものであり、レーニンの党組織論の一つの歴史的到達点であった。「党の統一について」の決議は、上述したような分派闘争の歴史の中から導き出されたもので、革命勝利後の新しい時代にも分派活動に悩まされたレーニンが、党の堅い統一のために組織制度上の結実として生み出したものであった。しかし10回大会での党人事においても、旧「労働者反対派」から中央委員を選出するなど、かつての所属分派を理由にして排撃することはなかった。1922年12月下旬、病床に臥していたレーニンが後述した「大会への手紙」では、党の分裂を防ぐ保障としての中央委員会の安定性に触れ、分裂の大半の危機はスターリンとトロツキーに発しており、中央委員会内部の争いが党の運命を左右することを防ぐために中央委員を100名程度に増やすことを提案している。ただし、この手紙が一般公表されたのは1956年のことであった。
1923年4月の第12回大会では党の統一問題が引き続き取り上げられ、党の統一のためにはいかなる分派も許されない、分派活動を続けるならば除名されるということを決定した。
なお、1924年に採択されたソ連邦憲法では、党に関する規定は存在しなかった。
それでも1920年代には党内にトロツキー派やブハーリン派などの反対派が存在したが、スターリン派によって一掃され、1930年代の大粛清において次々に処刑された。スターリンは民主集中制の弱点を完全に知り、党内支配を完成させた。スターリンは人事を掌握し、党内に自分に都合の良い部下を配置した。スターリン時代であれば「書記長独裁」が可能であり、また実際にスターリンはそれを実現してしまった。
渓内謙によれば、共産党は指導部ないし最高指導者個人に対する批判を一切許さない全体主義的な組織へ、またソ連邦は全体主義体制が支配する社会ファシズム国家へと変質した。渓内はこのスターリン時代の党組織原則を民主主義的中央集権主義と区別して一枚岩主義と呼ぶ。
しかし、共産党自身は自らの組織原則を民主主義的中央集権制と呼びつづけた。1934年に改正された党規約第18条も「党の組織構成の指導的原理は民主主義的中央集権制」と規定しており、その内容として以下の四つの項目が挙げられている。(1) 党の上から下までのすべての指導機関の選挙制 (2) 党組織にたいする党機関の定期的報告制 (3) 厳格な党規律、ならびに多数者への少数者の服従 (4) 下級機関および全党員にとっての上級機関の決定の無条件的な拘束性。

### コミンテルン加盟政党への普及
民主集中制は、コミンテルンの「加入条件21か条」にも明記されて、各国共産党を拘束する組織原理へと国際化された。1920年に開かれたコミンテルン第二回大会は「プロレタリア革命における共産党の役割に関するテーゼ」を採択し、その中で「民主主義的中央集権制の基礎的原則は、党の上級団体が下級団体によって選挙され、党の上級団体の指令一切が絶対的に、かつ必然的に下級団体を拘束し、大会と大会との間の期間、一切の指導的な党の同志が一般にかつ無条件にその権威を認める、強い党の中心が存在すべきことである」と規定した。

十二、共産主義インタナショナルに所属する党は、民主主義的「中央集権制」の原則にもとづいて建設されなければならない。現在のような激しい内乱の時期には、党がもっとも中央集権的に組織され、党内に軍事的規律に近い鉄の規律がおこなわれ、党中央が、広範な全権をもち、全党員の信頼をえた、権能のある、権威ある機関であるばあいにだけ、共産党は自分の責務をはたすことができるであろう。
—共産主義インタナショナルへの加入条件,日本共産党中央委員会編 『日本共産党綱領集』 日本共産党中央委員会出版部 1962年

軍隊的な上意下達に基づいた党規律を民主主義的要素よりも優先・強調した、このような反民主主義的中央集権制がコミンテルンを通じて各国の共産党に広がっていった。これは、非合法時代の日本共産党（第一次、第二次）に対してコミンテルンが与えた22年テーゼや27年テーゼなどの文書により、日本にも伝えられた。

### 共産国家の憲法規定化・一党独裁
1936年にソ連邦で成立したスターリン憲法は、第126条で「労働者階級、勤労農民および勤労インテリゲンツィアのうちの最も積極的かつ意識的な市民は、自由意志にもとづいて、共産主義社会を建設するための闘争において勤労者の前衛部隊であり、かつ勤労者のすべての社会的ならびに国家的組織の指導的中核をなすソビエト連邦共産党に団結する」と規定し、一党制の法的根拠を与えた。これにより、ソ連邦憲法は一党だけを国家の指導的中核と規定し、事実上党を国家組織よりも上位に位置付けた。

第百二十六条〔結社の権利・ソ連共産党〕
勤労者の利益にしたがい、人民大衆の組織的自主性または政治的積極性をのばす目的で、ソ連市民は、社会団体、すなわち労働組合、協同組合、青年団体、スポーツ団体、国防団体、文化団体、技術団体および学術団体に団結する権利を保障される。労働者階級、勤労農民および勤労知識人の陣列のなかのもっとも積極的で自覚的な市民は、共産主義社会建設のたたかいにおける勤労者の前衛部隊であり、勤労者のすべての社会的および国家機関の指導的中核であるソビエト連邦共産党に自発的に団結する。
—ソビエト社会主義共和国連邦憲法,

1977年に採択されたソ連邦のブレジネフ憲法は国家の原則として民主主義的中央集権制を採用し、第3条で「ソビエト国家の組織と活動は、民主主義的中央集権制の原則、すなわち下から上までのすべての国家権力機関は選挙によって構成され、これらの機関は人民に対して報告義務を負い、上級機関の決定は下級機関にとって拘束力をもつという原則に従って打ち立てられる」とした。また、憲法前文などでは、以下のように党の指導性を強調している。

ロシアの労働者と農民が、ベ・イ・レーニンのひきいる共産党の指導のもとになしとげた十学社会主義大革命
……
ソビエト国家はプロレタリアート執権の任務を終えて、全人民的国家となった。全人民の前衛である共産党の指導的役割が大きくなった。
……
ソ連共産党はソビエト社会の指導的、先導的勢力であり、政治体制、国家機関と社会組織の中核である。ソ連共産党は人民のために存在し、人民に奉仕する。
マルクス・レーニン主義の学説で武装した共産党は、社会発展の全般的な見通しをたて、ソ連邦の内外政策の方針を決定し、ソビエト国民の偉大な創造的活動を指導し、共産主義の勝利を目指すソビエト国民の闘争に計画性と科学的裏付けを付与する。
すべての党組織はソ連憲法の枠のなかで活動する。
—ソビエト社会主義共和国連邦憲法,

1990年、国家の統治原理としての民主集中制の代表例とされたソ連邦は、憲法を改正して民主集中制から大統領制へと移行した。

### ソ連邦崩壊以後
1991年のソビエト連邦の崩壊による各種文書の情報公開で、ソ連邦共産党が長年資金援助していたことが明るみに出たフランス共産党では、1994年1月の第28回大会で民主集中制を規約から外した。そして、同大会で1970年以来党運営を独裁的にを担ってきたジョルジュ・マルシェ書記長が退任させられ、ロベール・ユーが書記長に就任した。
2024年時点においても民主集中制を国家として採用している国が数カ国存在する（制度現存の国家を参照）。

## 制度現存の国家
民主集中制を公式に憲法あるいは支配政党の党規約に盛り込み、現に運用している国家としては、主に5カ国存在する。全ての国家が一党独裁体制である。
| 国家名                               | 指導政党名       | 政党制度         | 投票方法 | 選挙方法 | 選択の自由度 | 最高権力機関     | 立候補要件                                                                          | 議員の出身成分         | 常務委員会 制度            |
| ------------------------------------ | ---------------- | ---------------- | -------- | -------- | ------------ | ---------------- | ----------------------------------------------------------------------------------- | ---------------------- | -------------------------- |
| 中華人民共和国                       | 中国共産党       | ヘゲモニー政党制 | 秘密投票 | 間接選挙 | 信任選挙     | 全国人民代表大会 | 政党・団体からの推薦が必要                                                          | 予め枠が決められている | 全国人民代表大会常務委員会 |
| 朝鮮民主主義 人民共和国              | 朝鮮労働党       | ヘゲモニー政党制 | 公開投票 | 直接選挙 | 信任選挙     | 最高人民会議     | 朝鮮労働党による指名が必要                                                          | 予め枠が決められている | 最高人民会議常任委員会     |
| ベトナム 社会主義共和国              | ベトナム共産党   | 一党制           | 秘密投票 | 直接選挙 | 差額選挙     | 国会             | 祖国戦線による審査の合格者                                                          | 予め枠が決められている | 国会常務委員会             |
| キューバ共和国                       | キューバ共産党   | 一党制           | 秘密投票 | 直接選挙 | 信任投票     | 人民権力全国会議 | 市議会議員であるか、候補者推薦委員会から推薦され 且つ市議会から承認される必要がある | 予め枠が決められている | 国家評議会                 |
| ラオス 人民民主共和                  | ラオス人民革命党 | 一党制           | 秘密投票 | 直接選挙 | 差額選挙     | 国民議会         | 指導政党が選挙管理委員会に干渉                                                      | 予め枠が決められている | 国民議会常務委員会         |
| 特記：国家の英語名のアルファベット順 |                  |                  |          |          |              |                  |                                                                                     |                        |                            |

### 中華人民共和国
1923年、中華民国時代の中国共産党は党内の規約として民主集中制を採用した。
1949年、中国共産党が中華人民共和国を建国すると、民主集中制の規約を盛り込んだ中国共産党章程を採択し、組織的原理および国家原理として民主集中制を使用した。章程内では民主集中制に基づき、党上部が決定した政策および行動には全下部組織が従う義務があるとされており、最高指導部が決定した内容には全党員が賛同する義務があると記載されている。
また、これはあくまでも民主主義的な制度であると記されている。

さらに中華人民共和国憲法にも民主集中制の国家的な徹底が明記されている。

### 朝鮮民主主義人民共和国
朝鮮民主主義人民共和国は朝鮮労働党による一党独裁体制下にあり、党規約および憲法両方において民主集中制を公式に採用している。
朝鮮労働党規約においては民主集中制の徹底が明記されており「党への活動の報告」「党組織への絶対服従」「党の決定に賛同する義務」「派閥の禁止」などの民主集中制の原理が記されている。
一方で「自由に意見を述べることができる（表現の自由）」「自由に出版することができる（出版の自由）」「自由に脱退することができる」などとも書かれているため、あくまでも民主的で自由な制度であると標榜している。

憲法（朝鮮民主主義人民共和国社会主義憲法）においても民主集中制が明記されている。

### ベトナム社会主義共和国
ベトナム社会主義共和国はベトナム共産党に支配され、野党が禁止されているため、一党独裁国家である。民主集中制が憲法で制定されている。

### ラオス人民民主共和国
ラオス人民民主共和国はラオス人民革命党に統治される一党独裁国家である。憲法において野党の禁止（3条）、民主集中制が明記（5条）されている。
1991年、最高指導者であるカイソーン・ポムウィハーン中央委員会書記長は「我が党の民主集中制は、民主主義である」と発言した。法により最高指導者およびラオス人民革命党中央委員会の決定への絶対的な服従、少数派の多数派への隷従、派閥の禁止などが厳格に運用されている。
民主集中制による権力集中により、最高指導者は立法・行政・司法・軍事への任命権および解任権および異動権をもち、また選挙に介入するなど、強力な権力を持っている。

### キューバ共和国
キューバ共和国はキューバ共産党に統治される一党独裁国家である。憲法により野党が禁止（第5条）され、民主集中制（第66条）が制定されている。
キューバ大統領は首相、副首相、内閣構成員、副大統領、最高裁判所の裁判官、検察官および代理等、選挙管理委員会の委員、議員を任命・解任・停止・異動することのできる強力な権力をもつ。

## 制度現存の政党

### 非全体主義国家にある民主集中制政党

#### 日本共産党
戦後の日本共産党は、初めて公然と活動ができるようになり、1945年12月の第4回党大会から公表された規約に基づいて活動をするようになった。1945年規約は、「第二章 党の機構、党内デモクラシー」で次のように規定していた。

第十条　党の組織的構造の指導的原則は、民主主義的中央集権主義である。その内容は左の通りである。
（イ）下から上までの一切の指導的党機関を選挙によって選出すること。
（ロ）党機関は、自己を選出せる党組織に対し、定期的に報告すること。
（ハ）厳重な党規律。
（ニ）上級機関の決議は無条件的拘束力を有すること。
—日本共産党規約（1945年）,

しかし、50年問題に際しては、所感派（徳田・野坂分派）は、民主集中制をうたった党規約に反して、残りの中央委員を排除した一方的行動をとり、党の分裂状態を引き起こした。50年問題の総括を通じてその教訓として、党の統一と団結を守り原則的な党生活と党建設を保障する党の組織原則として、1958年の第7回党大会で民主集中制を明記した新しい規約を採択した。この条文の中には、意見の違いによる組織的排除の禁止、党の決定に同意できない党員の保留権、指導機関に自分の意見を提出する権利などを定めていた。日本共産党は第7回党大会での規約採択以降も、官僚主義と分散主義を排して民主集中制の誠実な運用に関して努力し、民主集中制の在り方を発展させてきたとされる。

（三）日本共産党の組織原則は、民主主義的中央集権制である。党は民主主義の原則と中央集権の原則を正しく統一する。
党内民主主義の保障、かっぱつな党内討議は、党員および党組織の積極性と創意性をたかめ、党生活を生き生きとしたものにし、自覚的な規律をつくるとともに、党内のゆたかな意見と経験を集約し、党員の認識をひろげ、個人的指導を排して集団的指導を実現し、党の指導力をたかめるためにかくことができない。
しかし、このような党内民主主義が、党の中央集権制と結合し、その基礎となって、はじめて党が全党員と全党組織の意志と行動を統一して強力な実践力を発揮し、どんな困難にもうちかち、党と人民の敵にうちかつ戦闘的組織となることができる。
決定にたいしては、少数は多数にしたがい、下級は上級にしたがい、積極的にこれを実行しなくてはならない。
こうして、党内民主主義は中央集権制のもとにおける民主主義であり、また党の集中制は、党内民主主義を基礎としてはじめて強固なものとなる。したがって、党員は党内民主主義を無視し、党員の創意性をおさえる官僚主義や保守主義とたたかうとともに、集中的指導をよわめる無原則的な自由主義や分散主義とたたかわなくてはならない
党の指導原則は、集団的な知恵と経験にもとづく集団指導と個人責任制の結合である。
（四）民主主義的中央集権制にもとづき、党員の自覚と厳格な規律による全党の統一と団結こそは、党の生命であり勝利の保障でもある。したがって、すべての党員は、いかなる場合にも党の統一をかたく守らなくてはいけない。意見がちがうことによって組織的な排除を行ってはならない。また党規律をみだし、統一をやぶり、派閥をつくり、分派活動を行うことは、党を破壊する最悪の行為である。党の政治方針や組織原則をそこなうような行動はゆるされない。
（略）
—日本共産党規約（1958年）,「前衛」1958年7月臨時増刊号、pp200-201。

2000年の22回党大会で改定された規約は、民主集中制を次のように定義づけている。

第三条　党は、党員の自発的な意思によって結ばれた自由な結社であり、民主集中制を組織の原則とする。その基本は、つぎのとおりである。
（一）党の意思決定は、民主的な議論をつくし、最終的には多数決で決める。
（二）決定されたことは、みんなでその実行にあたる。行動の統一は、国民にたいする公党としての責任である。
（三）すべての指導機関は、選挙によってつくられる。
（四）党内に派閥・分派はつくらない。
（五）意見がちがうことによって、組織的な排除をおこなってはならない。
—日本共産党規約（2000年）,

第29回党大会終結時点でも民主集中制度を維持しており、元党政策委員のジャーナリスト松竹伸幸（1974年入党）が党首公選制導入、また立命館大学総長室長などを歴任した元党京都府委員鈴木元（1962年入党）が第5代委員長志位和夫の退任を、それぞれ求める主張を公刊したことについて、党中央は両名に最も重い除名処分を発動した。
一方、日本共産党の榊利夫は、自由民主党においても、党則において実質上民主集中制が規定されていると批判した。自民党の政調会長を務めた村川一郎は、民主集中制を多くの党が一般に建前としているものであると述べている。

#### 日本社会党
日本社会党は1955年（昭和30年）の結党時の規約には記述がなかったが、綱領的文書『日本における社会主義への道』を採択した1964年（昭和39年）の党大会で、規約第三章「組織」の下の第十四条に「党の基本組織は中央本部、都道府県本部（以下県本部）総支部、支部であり、基礎組織は支部である。 支部は総支部に、総支部は県本部に、県本部は中央本部に統一され、組織原則は民主集中制である」と規定し民主集中の考え方を取り入れた。

この条項は、1991年（平成3年）の党大会で中央執行委員長田邊誠がシャドーキャビネット（影の内閣）を発足させた際、規約から削除された。これにより社会党は民主集中制を名実ともに放棄した。

#### イタリア共産党
イタリア共産党は1989年の東欧革命に前後して民主集中制を放棄した。

#### カンボジア人民党
カンボジア人民党は、マルクス・レーニン主義を放棄したのちも、民主集中制の組織原則を堅持している。

#### スペイン共産党
スペイン共産党は1989年の東欧革命に前後して民主集中制を放棄した。

#### ネパール共産党 (毛沢東主義派中央)
ネパール共産党 (毛沢東主義派中央)は、ネパールの議会第一党であり、民主集中制をとっている。

#### フランス共産党
フランス共産党は1989年の東欧革命に前後して民主集中制を放棄した。

## 批判

### トロツキーによる「代行主義」批判
レフ・トロツキーは、レーニンの民主集中制に対して、ボリシェヴィキ党員の意志を中央委員会が代表し、中央委員会の1人の個人が代行してしまう可能性があるという、「代行主義」として批判を行った。この批判はスターリンの登場によって当てはまることになってしまった。

### 日本共産党が民主集中制を維持することへの批判
1975年12月に『文藝春秋』で始まった連載「日本共産党の研究」において、立花隆は暴力革命・プロレタリア独裁・民主集中制をレーニン主義の三位一体の原則だと指摘した。その上で、日本共産党は暴力革命を否定し、プロレタリア独裁の意味内容を換骨奪胎したが、民主集中制は捨てていないので体質は変わっていない、と主張した。また、民主集中制の背後には大衆に対する不信とエリート主義がある、という見解を示した。日本共産党はこれを「反共攻撃」と見なし、「民主集中制は、勤労大衆に責任を負う近代政党の不可欠のメルクマールである。党内派閥を認めず、三十数万の党員が一つの路線、方針にもとづいて多彩に積極的に活動している日本共産党は、もっとも近代的、合理的で、活力ある組織政党である」などと反論した。
1976年には藤井一行が雑誌『現代と思想』において「民主主義的中央集権制と思想の自由」を発表し、民主集中制の内容がレーニン時代とスターリン時代では大きく異なっていることを指摘した。藤井はとくに、レーニンの時代には分派が自由に形成されており、その上で「批判の自由と行動の統一」という原則が成立していたことを強調した。これに対しては日本共産党の側から不破や榊利夫が反論し、「批判の自由と行動の統一」という原則はボリシェヴィキとメンシェヴィキが同じ党内で争っていた時代のものであり、レーニンの原則はむしろ1921年の分派禁止令に表れている、と主張した。
2022年9月、党幹部会委員長志位和夫は党創立100周年記念講演において、「日本共産党は今後も民主集中制を堅持する」との方針を示した。

### アルチュセールのフランス共産党の指導部への批判
ルイ・アルチュセールは、民主集中制を次のように規定した。

｢党組織の各段階 (細胞,次いで地区,県,そして大会)で,諸決定は規約にもとづき自由に討議され,民主的に採用される｡ひ とたび党大会で,採決されれば,決定は行動面ですべての党員の義務となる｡この規律を受け容れさえすれば自分の意見を保持することができる。
—ルイ・アルチュセール「第二二回大会」,E.バリバール『プロレタリア独裁となにか』新評論1978年

1978年3月に行われたフランスの総選挙において、フランス社会党とフランス共産党を中心とする左翼連合は、得票率で与党を上回ったにもかかわらず敗北した。フランス共産党政治局は声明を発表し、敗北について「フランス共産党はいかなる責任も負っていない」と主張した。
これに対して党の知識人党員が抗議の声を挙げた。アルチュセールをはじめとする6名が『ル・モンド』に共同で書簡を発表し、その中で(1) 近く開かれる中央委員会総会の前に各地で党員集会を開き、党員の意見を中央委員会総会に反映させること、(2) 中央委員会総会における中央の報告と参加者の発言を公表すること、(3) 党の機関紙誌に討議欄を開設すること、(4) 次の第23回党大会は候補者選考委員会による選別を廃して代議員選挙を完全に民主的なやり方で組織すること、を要求した。
その後、アルチュセールは『ル・モンド』に論文を発表し、党の軍隊的な「縦割り構造」を批判した。この問題についてはエルネスト・マンデルがコメントしており、アルチュセールに基本的に賛成しつつ、党内に「潮流」を形成する権利も要求すべきだ、としている。分派が禁止された1921年3月のソ連邦共産党第10回大会においても、レーニンは潮流を形成する権利については否定していないという。
1991年のソビエト連邦の崩壊による各種文書の情報公開によって、ソ連邦共産党が長年にわたってフランス共産党へ資金援助していたことが明るみに出た。ソ連邦崩壊以降からでソ連邦の党内への影響力が無くなり、1994年1月の第28回大会で民主集中制を規約から外した。そして、同大会で1970年以来党運営を担ってきたジョルジュ・マルシェが引退し、ロベール・ユーが書記長に就任した。

#### ポーランドの夏
1980年の「ポーランドの夏」の際には、ポーランド統一労働者党のスタニスワフ・カニャ第一書記が、民主集中制を廃棄しようと試みた。このときは議会だけでなく、党内でも複数候補者を立てて、選挙で選出したのであった。しかし、ヴォイチェフ・ヤルゼルスキ元帥の戒厳令によって数カ月で終焉を迎えた。